# Urrizola
Urrizola (Urritzola en euskera y de forma oficial) es una localidad española y un concejo de la Comunidad Foral de Navarra perteneciente al municipio de Araquil. 
Está situado en la Merindad de Pamplona, en la comarca de La Barranca, en el valle de Araquil y a 23 km de la capital de la comunidad, Pamplona. Su población en 2014 fue de 20 habitantes (INE), su superficie es de 3,28 km² y su densidad de población es de 6,1 hab/km².

## Geografía física

### Situación
La localidad de Urrizola está situada en la parte Sur del municipio de Araquil. Su término concejil tiene una superficie de 3,28 km² y limita al norte con Izurdiaga; al este con Erroz; al sur con Ollo y al oeste con Echarren.
|                 | Norte: Izurdiaga |             |
| Oeste: Echarren |                  | Este: Erroz |
|                 | Sur: Ollo        |             |

## Demografía

### Evolución de la población
| Gráfica de evolución demográfica de Urrizola entre 2000 y 2010 |
|                                                                |
| Datos según el nomenclátor publicados por el INE.              |